# Burden of Tomorrow
Burden of Tomorrow är en promotionsingel från The Tallest Man on Earths andra album, The Wild Hunt. Skivan innehåller endast titelspåret och utgavs i Storbritannien 2010.

## Låtlista
1. "Burden of Tomorrow" - 3:34